# Praha-Podbaba (železniční zastávka, 1867–1949)
Praha-Podbaba je zaniklá železniční zastávka na trati Praha–Děčín, která stála jižně od vyústění Šáreckého potoka. Dochovala se budova zastávky V Podbabě 121/1a.

## Historie
Železniční zastávka byla v Podbabě otevřena roku 1867. Pro nedostatek prostoru mezi řekou Vltavou a skalami měla při dvou kolejích pouze jedno nástupiště ve směru na Prahu, To znamenalo, že při výstupu a nástupu cestujících ve směru na Kralupy musel být provoz v opačném směru zastaven. Po zřízení autobusové zastávky ve 30. letech 20. století využívání zastávky pokleslo a ta byla roku 1945 zrušena. Staniční budova pak byla přestavěna na obytný dům.
Dne 29. srpna 2014 byla blíž k Bubenči otevřena nová zastávka Praha-Podbaba.